# 黄肢狨
黄肢狨是新世界猴目的卷尾猴科、绒亚科、巴西的亚马逊流域特有的物种。存在于亚马逊河南部，玛代拉河与阿里普阿南河之间。 一度被认为圣塔伦绒的亚种。
栖息在砍伐森林的地区与栖息地的丧失，黄肢绒可能有灭绝的危险，并且找不到任何保护单位。